# Fabry (månekrater)
Fabry er et stort nedslagskrater på Månen af den type, som betegnes et bassin eller bjergomgivet slette. Det befinder sig på Månens bagside lige bag den nordøstlige rand i et område, som lejlighedsvis bringes inden for synsvidde fra Jorden på grund af gunstig libration, men krateret ses da fra siden, så mange detaljer ikke kan observeres. Det er opkaldt efter den franske fysiker Charles Fabry (1867 – 1945).
Navnet blev officielt tildelt af den Internationale Astronomiske Union (IAU) i 1970. 

## Omgivelser
Fabrykrateret er i sig selv af betydelige dimensioner, men det ligger over den nordøstlige rand af det endnu større bassin Harkhebi. Mod vest ligger Vashakidzekrateret og øst for Fabry det lille Petriekrater. Nordpå ligger Swann krateret.

## Karakteristika
Den ydre rand af Fabry er stærkt nedslidt og eroderet og har indhak lavet af senere nedslag. Et par små kratere, herunder "Fabry H", ligger langs den østlige rand. Der ligger små kratere langs mange dele af den øvrige rand, bl.a. et lille krater over den sydlige rand. En kort, krogformet dal skærer sig gennem randen mod nordvest. Kun få sektioner af randen er forblevet forholdsvis intakte, mens de øvrige dele bare er en ring af bjergagtigt terræn.
Dele af den indre kraterbund er forholdsvis glat og jævn, men i den nordøstlige fjerdedel er overfladen ujævn og irregulær. Der er en central top, dannet af et bjergmassiv, som dækker næsten en fjerdedel af kraterdiameteren fra vest til øst. I den sydøstlige ende af dette massiv ligger et lille krater, lige sydøst for kratermidten. Resten af kraterbunden er blevet dækket af nyt overflademateriale og er nu kun mærket af nogle småkratere og med ujævn overflade langs randens fod.
Strålemateriale fra Giordano Bruno-krateret mod syd ligger over bunden af Harkhebi-bassinet, og ligger også i få, svage pletter på bunden af Fabrykrateret. Det er mest tydeligt i den sydlige del, syd for det lille krater nær kratermidten.

## Satellitkratere
De kratere, som kaldes satellitter, er små kratere beliggende i eller nær hovedkrateret. Deres dannelse er sædvanligvis sket uafhængigt af dette, men de får samme navn som hovedkrateret med tilføjelse af et stort bogstav. På kort over Månen er det en konvention at identificere dem ved at placere dette bogstav på den side af satellitkraterets midte, som ligger nærmest hovedkrateret. Fabrykrateret har følgende satellitkratere:
| Fabry | Længde  | Bredde   | Diameter |
| ----- | ------- | -------- | -------- |
| H     | 41,9° N | 105,2° Ø | 37 km    |
| X     | 49,0° N | 96,7° Ø  | 28 km    |

## Måneatlas
- Billeder af Fabrykrateret i LPI-måneatlasset